# Amphicephalozia geisslerae
Amphicephalozia geisslerae là một loài rêu trong họ Cephaloziellaceae. Loài này được Pocs & Váňa mô tả khoa học đầu tiên năm 2001.